# Иерусалимский центр по международным делам и безопасности
Иерусалимский центр по международным делам и безопасности (англ. Jerusalem Center for Foreign Affairs, сокр. JCFA), ранее известный как Иерусалимский центр по связям с общественностью (англ. Jerusalem Center for Public Affairs, сокр. JCPA) — израильский аналитический центр, основанный в 1976 году.
Центр занимается исследованием вопросов израильской внешней политики и региональной безопасности, борьбой с антисемитизмом и дезинформацией. В 2024 году центр обновил название, подчёркивая свою расширенную миссию по укреплению связей Израиля с арабскими и африканскими странами и отражая новые приоритеты сотрудничества в условиях меняющейся геополитической обстановки и реализации Соглашений Авраама.

## История и миссия
Организация была основана в 1976 году. С 2000 года её возглавляет Дори Голд, бывший посол Израиля в ООН, благодаря которому центр расширил свою деятельность, уделяя особое внимание укреплению связей с арабскими странами и противодействию антисемитизму. Центр активно работает с государственными лидерами и экспертами для улучшения взаимопонимания и культурного обмена между Израилем и его соседями.

## Деятельность
Центр публикует исследования и аналитические статьи по следующим ключевым направлениям:
- Национальная безопасность Израиля и борьба с региональными угрозами, включая радикализм и терроризм;
- Усиление сотрудничества с арабскими странами и партнёрами в Африке;
- Противодействие антисемитизму и дезинформации, направленной против Израиля;
- Просвещение об арабском и мусульманском мире для улучшения взаимопонимания.

## Известные проекты и публикации
Среди регулярных публикаций центра — ежеквартальные Jerusalem Issue Briefs и журнал Jewish Political Studies Review. В рамках программы по противодействию делегитимизации Израиля центр выпускает работы, направленные на разоблачение радикальных антисемитских и антисионистских движений, таких как BDS. Центр также организует семинары и конференции, направленные на расширение диалога с африканскими и ближневосточными странами.